# Eric Langill
Eric Joseph Langill (né le 9 avril 1979 à Kirkland, Québec, Canada) est le receveur de l'enclos des releveurs des Mets de New York de la Ligue majeure de baseball.
Ancien joueur de baseball, il a évolué comme receveur dans les ligues mineures avec des clubs affiliés aux Expos de Montréal et aux Dodgers de Los Angeles de 2000 à 2006.

## Naissance et enfance
Langill étudie de 1994 à 1997 à l'école secondaire Saint-Thomas (anglais: St. Thomas High School) à Pointe-Claire. Il jouait au hockey sur glace à la position de centre. Il attribue sa passion pour baseball aux Expos de Montréal.

## Carrière professionnelle
Langill était repêché par les Expos de Montréal au 34e tour de sélection en 1999. Langill fait ses débuts professionnels en 2000 avec les Expos du Vermont. Il est promu aux LumberKings de Clinton en 2001 avant être échangé aux Dodgers de Los Angeles. De 2002 à 2006, il évolue avec l'organisation des Dodgers aux niveaux AA et AAA.
Pendant la saison 2011, Langill joint les Mets de New York comme receveur de l'enclos,.